# عمر یاسین
عمر یاسین (انگلیسی: Omar Yaisien؛ زادهٔ ۸ مهٔ ۲۰۰۰) بازیکن فوتبال است.
از باشگاه‌هایی که در آن بازی کرده‌است می‌توان به باشگاه فوتبال پاری سن ژرمن اشاره کرد.
وی همچنین در تیم ملی فوتبال زیر ۲۳ سال مصر بازی کرده‌است.